# L'opera del mendicante
L'opera del mendicante (The Beggar's Opera) è una ballad opera di John Gay.
Nel '900 fu ripresa dal drammaturgo tedesco Bertolt Brecht per la sua L'opera da tre soldi.

## Analisi

### Genesi
In una lettera del 30 agosto 1716, Jonathan Swift aveva chiesto ad Alexander Pope cosa pensasse di un'eventuale "pastorale di Newgate", il carcere di Londra.
Gay, loro amico, raccolse in seguito lo spunto, decidendo però che si sarebbe trattato non di una pastorale, ma di una satira.

### Laballad opera
L'opera del mendicante è generalmente ritenuta il testo fondativo del genere operistico detto ballad opera. L'intenzione di Gay era fornire una satira dell'opera italiana, o meglio della sua strabordante popolarità presso i ceti dominanti inglesi dell'epoca. Per le 69 arie del suo dramma, comunque, Gay non scelse brani musicali tratti dall'opera italiana, bensì da melodie popolari dell'epoca, ballate e inni, comunque accanto a note sinfonie di grandi compositori come Purcell e Händel (per il quale peraltro nel 1719 Gay aveva scritto il libretto di una "vera" opera, Aci e Galatea), e accompagnandole con nuovi testi, adatti all'azione.
Il dramma adotta così alcune convenzioni operistiche, ma non tutte: è diviso in tre atti (seguendo appunto la tradizione operistica), e non in cinque (come era invece consueto per i drammi non cantati), ma a differenza dell'opera è privo dei dialoghi in recitativo, e i personaggi alternano arie cantate e dialoghi.
In origine Gay aveva desiderato che le arie fossero cantate senza accompagnamento strumentale, in accordo con la materia cruda e realistica, ma nel gennaio 1728, quando alla prima (presso il Lincoln's Inn Fields Theatre) mancava poco più di una settimana, il produttore John Rich, gestore del teatro, lo convinse a far arrangiare i pezzi dal maestro Johann Christoph Pepusch, che compose anche un apposito preludio. La partitura originale di Pepusch, benché ben presto pubblicata, è giunta priva del basso continuo; ne sono state proposte varie ricostruzioni, tra cui notevole quella del compositore statunitense Jonathan Dobin del 1990, da allora adottata in varie rappresentazioni del dramma.
Il genere così nato, sostanzialmente ascrivibile all'opera comica, avrebbe influenzato la Savoy Opera di fine '800 e il musical del '900.

### Contenuto
Oggetto della satira di Gay furono criminali famosi dell'epoca: il ricettatore Jonathan Wild, il bandito Claude Duval e l'evaso Jack Sheppard. Accanto a questi, vi è comunque una forte critica rivolta anche al Primo ministro Robert Walpole, notoriamente corrotto, e alle politiche mercantilistiche perseguite dal suo partito, i Whigs, oltre a un commentario più ampio sulla corruzione e la diseguaglianza sociale in genere, mettendo in scena persone di malaffare e implicitamente contrapponendoli ai ceti elevati della società, che comunque, secondo l'autore, presentano gli stessi vizi delle prime.

## Trama
Introduzione
Nella breve scena, un Mendicante dialoga con un Attore e introduce il dramma, presentando le differenze rispetto a una "vera" opera: niente parti in recitativo, e assenza sia di un prologo sia di un epilogo.
Atto I
Viene introdotto Peachum, cacciatore di ladri e ricettatore, intento a scrivere sulla sua lista nera i ladri non più produttivi e quindi da consegnare alla giustizia. Peachum e sua moglie, Mrs. Peachum, scoprono che la figlia Polly ha sposato in segreto il celebre bandito Macheath, cliente di Peachum e capo di una compagnia di fuorilegge. I due si chiedono come farà Polly a mantenere un marito così dedito a "gioco d'azzardo, alcol e donne", e sono inoltre adirati all'idea di perdere l'assistenza di Polly; tuttavia, concludono che il matrimonio potrebbe rivelarsi ancora più vantaggioso per loro se riuscissero a far giustiziare Macheath, il quale però viene nascosto da Polly.
Atto II
Macheath è costretto a tenersi nascosto in una taverna; dopo aver inviato i suoi uomini in spedizione, si trova circondato da donne di dubbia moralità, che conversano in maniera salottiera di borseggi e taccheggi. Macheath si rende conto - troppo tardi - che due delle donne sono state pagate da Peachum per farlo catturare dalle guardie, e viene tradotto nella prigione di Newgate, gestita da Lockit, carceriere corrotto e complice di Peachum. Lucy, figlia di Lockit, rimprovera Macheath in quanto questi aveva promesso di sposarla, ma non ha mantenuto la parola. Proprio quando l'uomo è riuscito a calmarla, arriva Polly e afferma che Macheath è suo marito, ma questi replica che Polly è pazza. Lucy sottrae le chiavi a suo padre e aiuta Macheath a fuggire da Newgate. Mentre Lockit è in ambasce, sopraggiunge Peachum: i due scoprono dove si nasconde Macheath e decidono di spartirsi il suo patrimonio.
Atto III
Polly si reca da Lucy per trovare un accordo, ma quest'ultima tenta (senza successo) di avvelenarla. Le due ragazze scoprono che Macheath è stato di nuovo arrestato, e implorano i rispettivi padri di risparmiargli la vita. Intanto, in cella Macheath scopre che altre quattro donne (tutte incinte) lo reclamano come marito: dichiarandosi pronto all'impiccagione, si rassegna al suo destino. A questo punto interviene il Mendicante, osservando che, se la vicenda seguisse una morale rigorosa, Macheath e tutti gli altri malviventi andrebbero impiccati, ma ciò è impossibile dal momento che il pubblico desidera il lieto fine. Così Macheath viene graziato e tutti sono invitati a danzare per celebrare il suo matrimonio con Polly.

## Lascito

### Accoglienza
L'opera ottenne ottimo riscontro popolare: rimase noto il commento da un articolo del The Craftsman del 3 febbraio 1728, per cui essa "ha reso gaio Rich e renderà ricco Gay". Il pubblico desiderava procurarsi memorabilia della rappresentazione: immagini di Polly su ventagli, carte da gioco e parascintille da caminetto; stampe su fogli volanti (broadsheets) ritraenti i personaggi; edizioni della partitura. Lavinia Fenton, la prima interprete di Polly, divenne una vera e propria celebrità e comparve in numerose altre rappresentazioni.
L'anno dopo Gay compose anche un sequel, Polly, ambientato nelle Indie occidentali britanniche. Benché il Primo ministro Robert Walpole non si fosse opposto all'Opera del mendicante, che lo aveva velatamente criticato, la satira nei suoi confronti contenuta nel sequel fu ritenuta eccessiva, tanto che il Lord ciambellano, duca di Grafton, ne decretò la censura preventiva impedendone la rappresentazione, che non si ebbe mai in vita dell'autore, venendo portata in scena per la prima volta decenni più tardi, nel 1777. Tuttavia, Polly fu pubblicata in volume e anch'essa ottenne grande successo fruttando buoni guadagni a Gay.

### Rappresentazioni e adattamenti
La prima assoluta dell'opera si tenne il 29 gennaio 1728 al Lincoln's Inn Fields Theatre di Londra e proseguì per sessantadue recite consecutive. Dato il suo successo, l'opera è stata successivamente allestita anche alla Royal Opera House di Covent Garden dal 16 dicembre 1732 dalla John Rich Opera Company, e poi in altre regioni anglofone come gli Stati Uniti d'America dal 1750 al Teatro di Nassau Street di New York.
L'opera ottenne numerosissimi allestimenti nel Regno Unito: fra i principali si ricordano quello del 1755 al Town House di Dundee per la Mr Adams' Theatrical Company, quello del 16 maggio 1767 al Teatro di Covent Garden di Londra, in cui è stato suonato un pianoforte per la prima volta in pubblico nel Regno Unito, quello del 1920 Lyric Theatre di Londra in cui si arrivò a 1463 repliche, e quello al King's Theatre di Dundee del 1922.
Il lavoro di Gay ha ispirato nel 1928 il musical teatrale L'opera da tre soldi di Bertolt Brecht e Kurt Weill, nel 1948 una rielaborazione composta da Benjamin Britten, e nel 1953 il film Il masnadiero con Laurence Olivier.
Nel 1981 Richard Bonynge ha diretto L'opera del mendicante in un album per la Decca con la National Philharmonic Orchestra e le voci di Joan Sutherland, Kiri Te Kanawa, Angela Lansbury, James Morris, Warren Mitchell, Michael Hordern e Alfred Marks.

## Traduzioni italiane
- John Gay, L'opera dello straccione, traduzione di Carlo Izzo, Firenze, Sansoni, 1973.
- John Gay, L'opera del mendicante, collana BUR Classici moderni, traduzione di Ginetta Pignolo, Rizzoli, 2001, ISBN 9788817125130.